# Montmoreau
Cet article concerne la commune nouvelle de Montmoreau. Pour la commune avant 2017, voir Montmoreau-Saint-Cybard.
Montmoreau (en saintongeais Muntmoura) est une commune nouvelle française située dans le département de la Charente, en région Nouvelle-Aquitaine. Elle a été créée le 1er janvier 2017.
Elle est issue du regroupement des cinq communes d'Aignes-et-Puypéroux, Montmoreau-Saint-Cybard, Saint-Amant-de-Montmoreau, Saint-Eutrope et Saint-Laurent-de-Belzagot devenues des communes déléguées,.

## Géographie

### Communes limitrophes
| Pérignac                | Chadurie        | Boisné-La Tude, Gurat            |
| Nonac                   | Montmoreau      | Vaux-Lavalette, Salles-Lavalette |
| Courgeac, Saint-Martial | Montboyer, Bors | Juignac                          |

### Milieux naturels et biodiversité

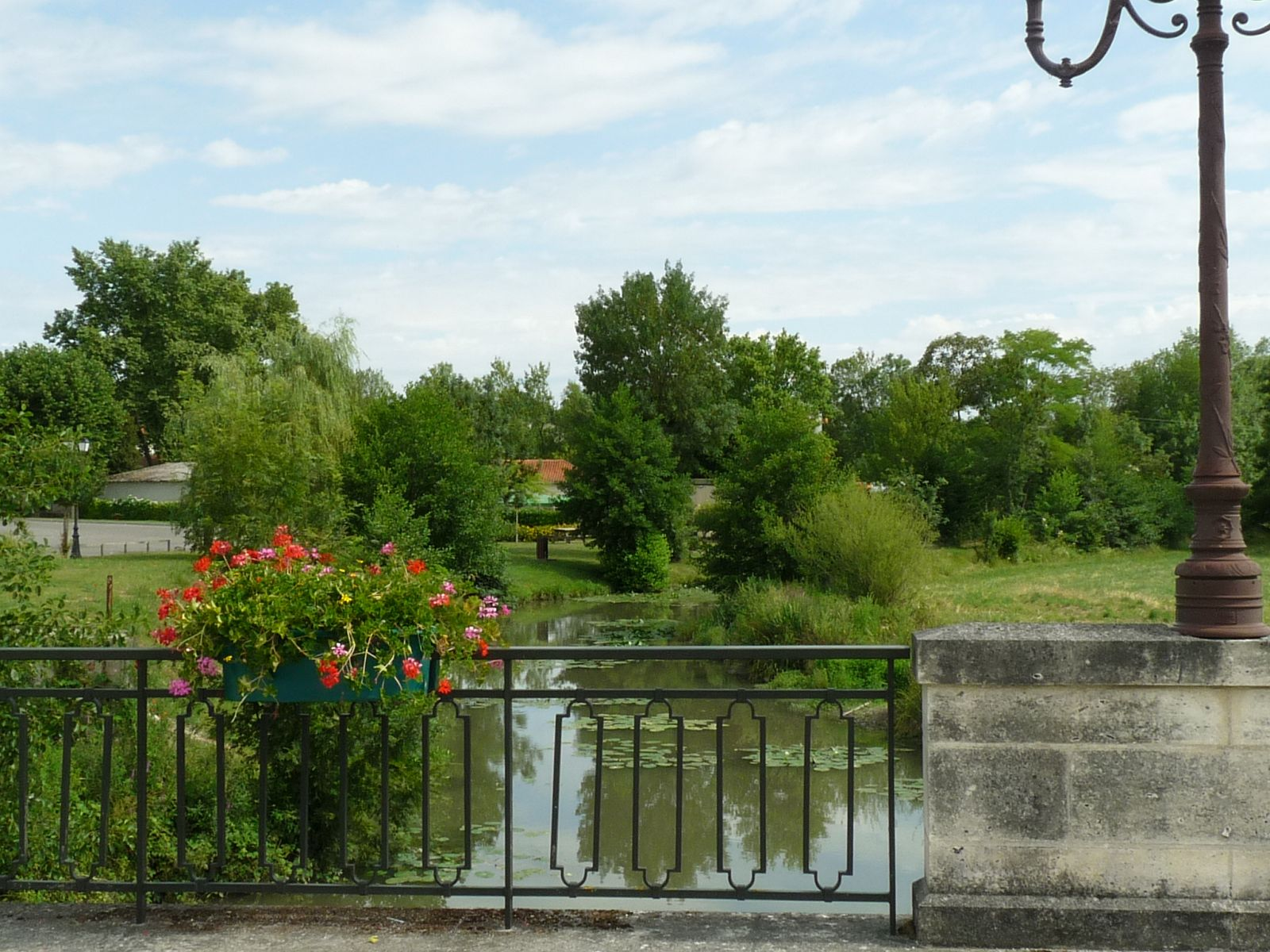
La Tude à Montmoreau.

#### Natura 2000
Arrosé par la Tude et par ses petits affluents (la Gace, la Gaveronne, le ruisseau de l'Étang Gouyat et la Velonde), le territoire communal est concerné par le site Vallée de la Tude, identifié dans le réseau Natura 2000 comme important pour la conservation d'espèces animales européennes menacées,.
Seize espèces animales inscrites à l'annexe II de la directive 92/43/CEE de l'Union européenne y ont été répertoriées.
- un amphibien : le Sonneur à ventre jaune (Bombina variegata) ;
- un crustacé, l'Écrevisse à pattes blanches (Austropotamobius pallipes) ;
- six insectes : l'Agrion de Mercure (Coenagrion mercuriale), le Cerf-volant (mâle) ou la Grande biche (femelle) (Lucanus cervus), la Cordulie à corps fin (Oxygastra curtisii), le Cuivré des marais (Lycaena dispar), le Damier de la succise (Euphydryas aurinia) et le Gomphe de Graslin (Gomphus graslinii) ;
- cinq mammifères : la Loutre d'Europe (Lutra lutra) et le Vison d'Europe (Mustela lutreola), et trois chauves-souris : la Barbastelle d'Europe (Barbastella barbastellus), le Murin à oreilles échancrées (Myotis emarginatus) et le Petit rhinolophe (Rhinolophus hipposideros) ;
- deux poissons : le Chabot fluviatile (Cottus perifretum) et la Lamproie de Planer (Lampetra  planeri) ;
- un reptile : la Cistude (Emys orbicularis).

Vingt-six autres espèces animales importantes y ont été recensées dont quatorze sont concernées par l'annexe IV de la directive habitats.

#### Zone naturelle d'intérêt écologique, faunistique et floristique
À Montmoreau, sur un périmètre quasi identique à celui du site Natura 2000 ci-dessus, les vallées de la Tude et de ses petits affluents font partie de la zone naturelle d'intérêt écologique, faunistique et floristique de type II nommée « Vallées de la Nizonne, de la Tude et de la Dronne en Poitou-Charentes »,.
Vingt-deux espèces déterminantes d'animaux y ont été répertoriées :
- un amphibien : la Rainette verte (Hyla arborea) ;
- un crustacé, l'Écrevisse à pattes blanches (Austropotamobius pallipes) ;
- cinq insectes dont trois lépidoptères : l'Azuré de la sanguisorbe (Phengaris teleius), le Cuivré des marais (Lycaena dispar) et le Fadet des laîches (Coenonympha oedippus) et deux odonates : l'Agrion de Mercure (Coenagrion mercuriale) et la Cordulie à corps fin (Oxygastra curtisii) ;
- sept mammifères : la Loutre d'Europe (Lutra lutra) et le Vison d'Europe (Mustela lutreola), ainsi que cinq chauves-souris : le Murin à moustaches (Myotis mystacinus), l'Oreillard roux (Plecotus auritus), la Pipistrelle de Kuhl (Pipistrellus kuhlii), le Petit rhinolophe (Rhinolophus hipposideros) et la Sérotine commune (Eptesicus serotinus) ;
- quatre oiseaux : l'Alouette lulu (Lullula arborea), le Martin-pêcheur d'Europe (Alcedo atthis), le Milan noir (Milvus migrans) et le Tarier des prés (Saxicola rubetra) ;
- trois poissons : le Chabot commun (Cottus gobio), la Lamproie de Planer (Lampetra  planeri) et le Toxostome (Parachondrostoma toxostoma) ;
- un reptile : la Cistude (Emys orbicularis).

Vingt-neuf autres espèces animales (quatre mammifères et vingt-cinq oiseaux) y ont été recensées.

## Urbanisme

### Typologie
Au 1er janvier 2024, Montmoreau est catégorisée commune rurale à habitat très dispersé, selon la nouvelle grille communale de densité à 7 niveaux définie par l'Insee en 2022.
Elle est située hors unité urbaine et hors attraction des villes,.

### Risques majeurs
Le territoire de la commune de Montmoreau est vulnérable à différents aléas naturels : météorologiques (tempête, orage, neige, grand froid, canicule ou sécheresse), feux de forêts et séisme (sismicité faible). Il est également exposé à un risque technologique,  le transport de matières dangereuses. Un site publié par le BRGM permet d'évaluer simplement et rapidement les risques d'un bien localisé soit par son adresse soit par le numéro de sa parcelle.

#### Risques naturels
Montmoreau est exposée au risque de feu de forêt du fait de la présence sur son territoire du bois de Pérignac – Puypéroux. Un plan départemental de protection des forêts contre les incendies (PDPFCI) a été élaboré pour la période 2017-2026, faisant suite à un plan 2007-2016. Les mesures individuelles de prévention contre les incendies sont précisées par divers arrêtés préfectoraux et s’appliquent dans les zones exposées aux incendies de forêt et à moins de 200 mètres de celles-ci. L’arrêté du 3 mai 2016 règlemente l'emploi du feu en interdisant notamment d’apporter du feu, de fumer et de jeter des mégots de cigarette dans les espaces sensibles et sur les voies qui les traversent sous peine de sanctions. L'arrêté du 27 décembre 2019 rend le débroussaillement obligatoire, incombant au propriétaire ou ayant droit,,,.

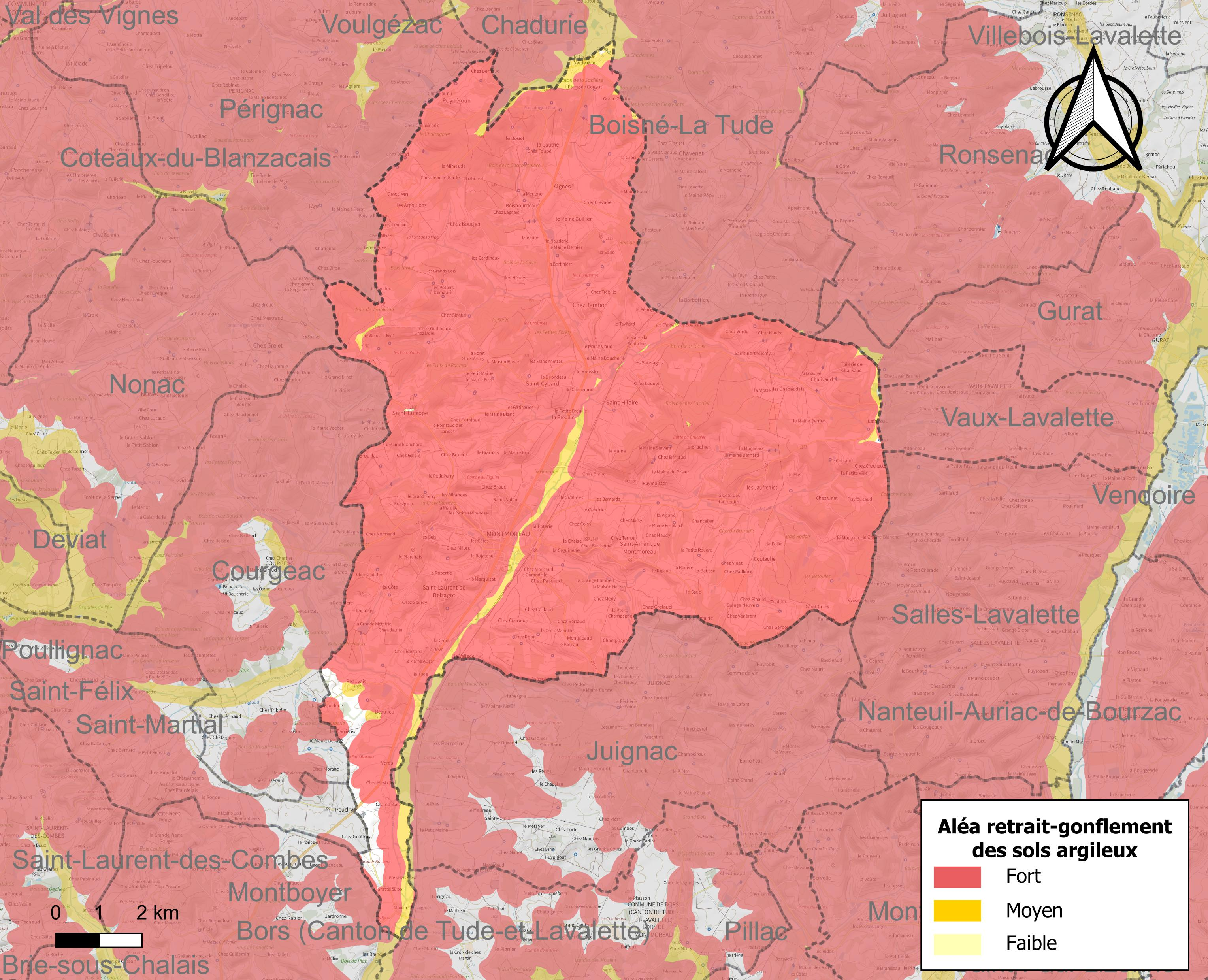
Carte des zones d'aléa retrait-gonflement des sols argileux de Montmoreau.

Le retrait-gonflement des sols argileux est susceptible d'engendrer des dommages importants aux bâtiments en cas d’alternance de périodes de sécheresse et de pluie. 98,8 % de la superficie communale est en aléa moyen ou fort (67,4 % au niveau départemental et 48,5 % au niveau national). Sur les 1 427 bâtiments dénombrés sur la commune en 2019,  1 418 sont en aléa moyen ou fort, soit 99 %, à comparer aux 81 % au niveau départemental et 54 % au niveau national. Une cartographie de l'exposition du territoire national au retrait gonflement des sols argileux est disponible sur le site du BRGM,.
Par ailleurs, afin de mieux appréhender le risque d’affaissement de terrain, l'inventaire national des cavités souterraines permet de localiser celles situées sur la commune.
La commune a été reconnue en état de catastrophe naturelle au titre des dommages causés par les inondations et coulées de boue survenues en 1982, 1983, 1986, 1988, 1992, 1999 et 2007. Concernant les mouvements de terrains, la commune a été reconnue en état de catastrophe naturelle au titre des dommages causés par la sécheresse en 2005 et par des mouvements de terrain en 1999.

#### Risques technologiques
Le risque de transport de matières dangereuses sur la commune est lié à sa traversée par une ou des infrastructures routières ou ferroviaires importantes ou la présence d'une canalisation de transport d'hydrocarbures. Un accident se produisant sur de telles infrastructures est susceptible d’avoir des effets graves sur les biens, les personnes ou l'environnement, selon la nature du matériau transporté. Des dispositions d’urbanisme peuvent être préconisées en conséquence.

## Toponymie
Voir celle de l'ancienne commune de Montmoreau-Saint-Cybard.

## Histoire
La commune est née du regroupement des communes d'Aignes-et-Puypéroux, de Montmoreau-Saint-Cybard, de Saint-Amant-de-Montmoreau, de Saint-Eutrope et de Saint-Laurent-de-Belzagot, qui deviennent des communes déléguées, le 1er janvier 2017.
Son chef-lieu se situe sur l'ancienne commune de Montmoreau-Saint-Cybard.
La commune nouvelle de Montmoreau est la commune siège de la communauté de communes Lavalette Tude Dronne.

## Politique et administration

### Composition
La commune nouvelle est formée par la réunion de 5 anciennes communes :
| Nom                             | Code Insee | Intercommunalité  | Superficie (km2) | Population (dernière pop. légale) | Densité (hab./km2) |
| ------------------------------- | ---------- | ----------------- | ---------------- | --------------------------------- | ------------------ |
| Montmoreau-Saint-Cybard (siège) | 16230      | CC Tude et Dronne | 12               | 1 056 (2014)                      | 88                 |
| Aignes-et-Puypéroux             | 16004      | CC Tude et Dronne | 12,99            | 264 (2014)                        | 20                 |
| Saint-Amant-de-Montmoreau       | 16294      | CC Tude et Dronne | 27,2             | 699 (2014)                        | 26                 |
| Saint-Eutrope                   | 16314      | CC Tude et Dronne | 2,67             | 172 (2014)                        | 64                 |
| Saint-Laurent-de-Belzagot       | 16328      | CC Tude et Dronne | 9,99             | 409 (2014)                        | 41                 |

### Liste des maires
| Période                          | Période  | Identité           | Étiquette | Qualité                                                                                |
| -------------------------------- | -------- | ------------------ | --------- | -------------------------------------------------------------------------------------- |
| janvier 2017 (réélu en mai 2020) | En cours | Jean-Michel Bolvin | LR        | Ancien président du Conseil général, Président de l'association des maires de Charente |

### Elections Municipales

#### 2020
| Candidat           | Étiquette   | Premier Tour | Premier Tour | Second Tour | Second Tour |
| Candidat           | Étiquette   | Votes        | %            | Votes       | %           |
| ------------------ | ----------- | ------------ | ------------ | ----------- | ----------- |
| Jean-Michel Bolvin | LR          | 437          | 100,00%      |             |             |
|                    |             |              |              |             |             |
| Inscrits           | Inscrits    | 1 801        | 100,00%      |             |             |
| Abstentions        | Abstentions | 1 123        | 62,35%       |             |             |
| Votants            | Votants     | 678          | 37,65%       |             |             |
| Blanc              | Blanc       | 34           | 1,89%        |             |             |
| Nuls               | Nuls        | 207          | 11,49%       |             |             |
| Exprimes           | Exprimes    | 437          | 24,26%       |             |             |

### Politique environnementale
Dans son palmarès 2024, le Conseil national de villes et villages fleuris de France a attribué une fleur à la commune.

## Population et société

### Démographie
L'évolution du nombre d'habitants est connue à travers les recensements de la population effectués dans la commune depuis sa création.

En 2022, la commune comptait 2 419 habitants, en évolution de −5,99 % par rapport à 2016 (Charente : −0,48 %, France hors Mayotte : +2,11 %).
| 2015  | 2016  | 2021  | 2022  |
| ----- | ----- | ----- | ----- |
| 2 591 | 2 573 | 2 468 | 2 419 |

## Économie
Il convient de se reporter aux articles consacrés aux anciennes communes fusionnées.

## Culture locale et patrimoine

### Lieux et monuments
Il convient de se reporter aux articles consacrés aux anciennes communes fusionnées.

### Personnalités liées à la commune
Il convient de se reporter aux articles consacrés aux anciennes communes fusionnées.

### Héraldique
| Blason de Montmoreau | Blason  | D'argent à deux fasces de gueules, à un lion d'azur couronné, armé et lampassé d'or brochant. |
| Blason de Montmoreau | Détails | Inspiré des armes de la famille de Mareuil, qui portait de gueules au chef d'argent à un lion d'azur, couronné, armé et lampassé d'or brochant en remplaçant le chef par deux fasces, donnant cinq pièces représentant les cinq communes initiales. Adopté le 2 mars 2022. |